# Code Geass: Lelouch of the Rebellion
Code Geass: Lelouch of the Rebellion (コードギアス 反逆のルルーシュ?, Kōdo Giasu - Hangyaku no Rurūshu) è una serie televisiva anime creata dallo studio Sunrise, scritta da Ichirō Ōkouchi e diretta da Gorō Taniguchi. Il celebre gruppo di mangaka tutto al femminile, CLAMP, ha elaborato il character design originale. I primi 23 episodi sono stati trasmessi dal 6 ottobre del 2006 al 30 marzo 2007 sulle emittenti MBS e TBS. La messa in onda si è poi conclusa il 29 luglio 2007 con la trasmissione delle ultime due puntate. Un sequel intitolato Code Geass: Lelouch of the Rebellion R2 (コードギアス 反逆のルルーシュR2?, Kōdo Giasu - Hangyaku no Rurūshu Āru Tsū), che conta altri 25 episodi, è stato trasmesso dal 6 aprile al 28 settembre 2008 sulle stesse reti.
Tra il 2009 e il 2010 Dynit ha pubblicato in Italia entrambe le serie, che sono anche state trasmesse in TV sul canale digitale terrestre Rai 4, dal 24 settembre del 2009 al 12 agosto 2010, il giovedì, con orario d'inizio variabile. Dal giugno 2015 la serie è disponibile sul canale di streaming gratuito VVVVID.
Il 27 novembre 2016 Sunrise ha annunciato, in occasione del decimo anniversario della serie, un nuovo progetto anime, Code Geass: Lelouch of Resurrection, ambientato alcuni anni dopo lo Zero Requiem. Si tratta di un lungometraggio che viene proiettato nei cinema giapponesi il 9 febbraio del 2019.

## Ambientazione
(C.C.)
Code Geass è ambientato in un mondo ucronistico, governato da tre superpotenze mondiali.
Il Sacro Impero di Britannia (神聖ブリタニア?, Shinsei Buritania Teikoku) occupa il Nord e il Sud America, l'Oceania, il Giappone e ha diversi possedimenti in Africa. Esso trae le sue origini dall'indipendenza della Gran Bretagna dall'Impero romano durante l'era di Augusto, a cui si aggiungono altri importanti elementi ucronistici come il prosieguo della dinastia Tudor dopo la morte di Elisabetta I ed in particolare il fallimento della guerra d'indipendenza americana e la sconfitta dell'Impero Coloniale Britannico ad opera di Napoleone Bonaparte, con la conquista francese dell'arcipelago britannico e l'esilio dei nobili nel Nuovo Continente, che daranno origine al Sacro Impero di Britannia. L'elezione del re e la repulsione dei romani dalla Britannia coincide con l'anno dal quale parte il sistema di datazione universale in Code Geass, che è simile al calendario gregoriano del mondo reale.
La Federazione Cinese (中华连邦?, Chuka Renpo) occupa principalmente l'attuale Cina, l'India e territori di quelli che (nella realtà storica) erano gli stati tributari del Celeste Impero. Il sovrano è il/la Tianzi (lett. "Figlio del Cielo", titolo tipico degli imperatori cinesi), ruolo che nella serie è ricoperto dalla giovane Ling Hua la quale, data la sua giovane età, viene manipolata dai suoi consiglieri che bramano il potere assoluto.
Euro Universe (ユーロ·ユニバース?, Yuro Yunibāsu, ribattezzato negli OAV Akito the Exiled come Repubblica Unita di Europia) è una federazione di nazioni democratica (anche se in parte corrotta e con una complicata burocrazia) nata dalle campagne napoleoniche che riuscirono ad unificare l'intero continente europeo, ed in guerra con la Britannia all'inizio della serie.
Nel corso degli eventi viene istituita dal protagonista l'Alleanza delle Nazioni Unite, un'intesa mondiale di stati, fondata sul desiderio di opporsi alla Britannia. Essa è formata da Federazione Cinese, Euro Universe, Stati Uniti del Giappone, Africa Orientale, Africa Centrale e Federazione del Medio Oriente.

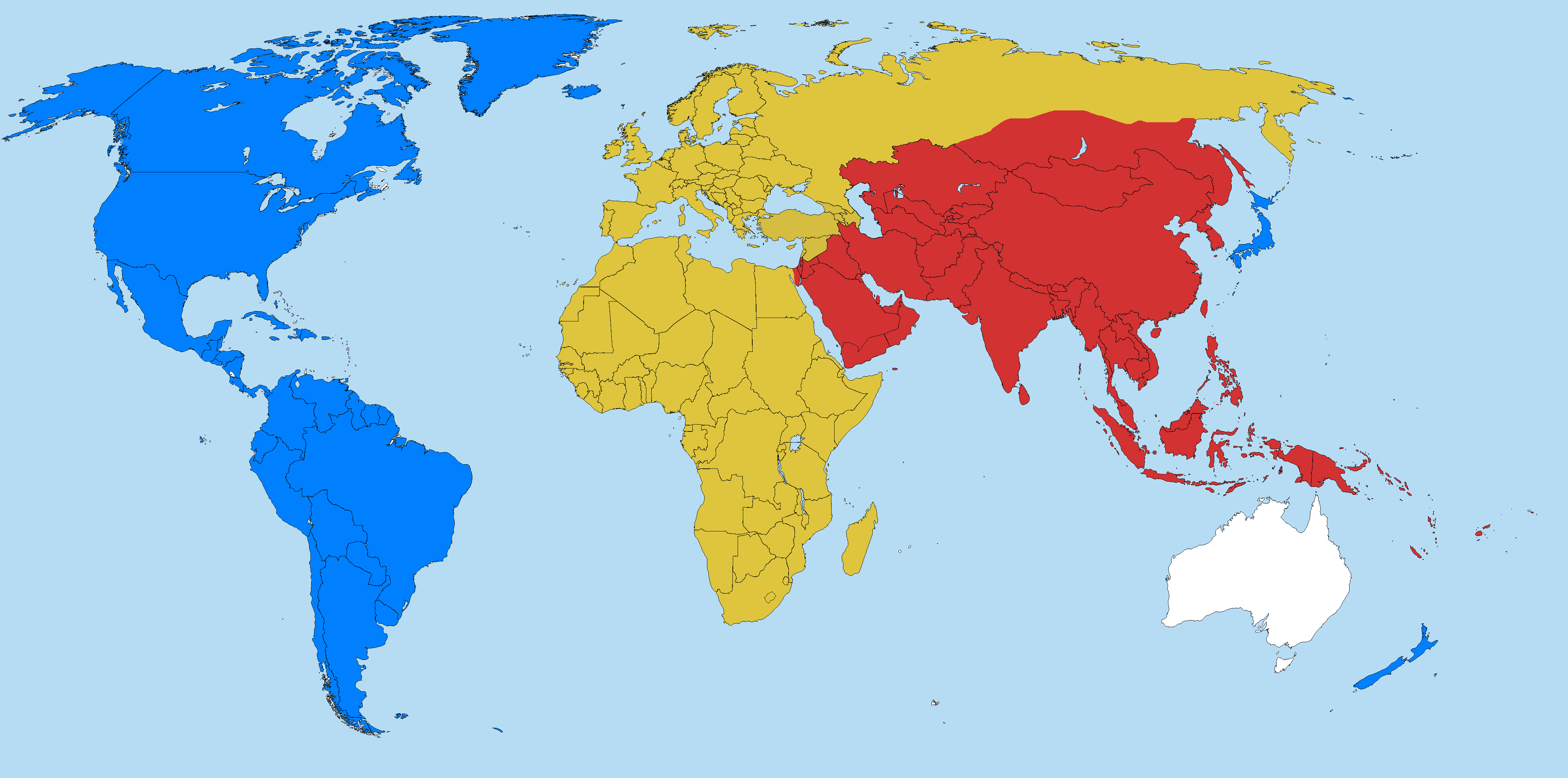
Il mondo in Code Geass.
Sacro Impero di Britannia in Blu;
Euro Universe in Giallo;
Federazione Cinese in Rosso

I knightmare frame (ナイトメアフレーム?, naitomea furēmu) sono dei robot giganti usati in combattimento come evoluzione dell'armamento tradizionale. Alla base del loro funzionamento vi è la sakuradite (サクラダイト?, sakuradaito), un raro minerale dalle proprietà superconduttive. L'importanza strategica dell'elemento in campo militare e tecnologico ha portato l'Impero di Britannia ad attaccare e conquistare il Giappone, che possiede circa il 70% delle riserve mondiali di sakuradite. In seguito la nazione insulare è stata trasformata in un distretto dell'Impero e rinominata Area 11.
Il Geass (ギアス?, Giasu) è una misteriosa abilità che C.C. e V.V. possono donare ad una persona che stringe con loro un patto. Ogni persona che riceve il Geass sviluppa un diverso potere a seconda della propria indole e delle proprie inclinazioni. Il Code (コード?, Kōdo), il potere che hanno C.C. e V.V., rende immortali e immuni a qualunque Geass, oltre a dare la capacità di donare tale potere ad altri umani. Tale potere può essere ottenuto da un possessore di Geass, che però dovrà rinunciare al suo precedente potere.

## Trama
Il 10 agosto 2010, il Sacro Impero di Britannia dichiara guerra al Giappone, che, conquistato, perde ogni diritto e viene rinominato "Area 11". Lelouch promette all'amico Suzaku che annienterà Britannia.
Sette anni dopo, a Tokyo, il giovane britanno Lelouch Lamperouge rivede l'amico d'infanzia Suzaku Kururugi, che ha ottenuto la cittadinanza britanna e si è arruolato nell'esercito. In una situazione drammatica, in cui i Giapponesi del ghetto di Shinjuku vengono sterminati per ordine del Principe britanno Clovis, Lelouch, scambiato per un terrorista nipponico e in procinto di essere giustiziato, riceve da una ragazza misteriosa di nome C.C. il Geass, il "Potere dei Re", che lo rende capace di sottomettere la volontà altrui, di controllare le persone con il solo contatto visivo. C.C. instaura con Lelouch un solido rapporto di complicità, tanto da sembrare la sua donna, e, ricambiata nei sentimenti, resterà al suo fianco fino alla fine.
Il vero nome di Lelouch è in realtà Lelouch Vi Britannia; egli è il 17º Principe in ordine di successione al trono di Britannia. Sette anni prima, un gruppo di sicari, fatti scambiare per terroristi, uccise la madre Marianne. Come conseguenza la sorella di Lelouch, Nunnally, divenne cieca e perse l'uso delle gambe. Davanti all'insensibilità del padre, Charles Zi Britannia, il giovane Lelouch rinunciò al suo titolo di Principe, e l'Imperatore decise di sfruttarlo come merce diplomatica, mandandolo come ostaggio in Giappone, allora in guerra diplomatica contro Britannia. Lì, Lelouch e Nunnally vissero momenti di felicità con il loro amico Suzaku, figlio del Primo Ministro giapponese, del quale sono stati ospiti i giovani Principi. Costretto a fuggire in seguito all'occupazione del Giappone da parte di Britannia, il giovane Lelouch medita vendetta contro la patria. Egli ha due desideri: vendicare la morte della madre e costruire un mondo dove lui e la propria sorellina possano vivere felici.
Grazie al Geass, Lelouch si muove dunque alla distruzione di Britannia, marciando sulla disperazione dei giapponesi, privi di ogni libertà, e creandosi un'identità fittizia: Zero, paladino della giustizia, colui che ricostruirà il mondo, appunto, da zero. Nella prima stagione fonda l'Ordine dei Cavalieri Neri, che, contrario ai principi e alle ideologie del Sacro Impero di Britannia, protegge i più deboli. Così, avrà inizio una serie di eventi che porteranno il ragazzo a realizzare il suo obiettivo. Mentre Zero desidera distruggere Britannia, versando tutto il sangue necessario, Suzaku intende cambiare Britannia dall'interno, difende ad oltranza la vita umana, convinto che una vittoria ottenuta con mezzi sbagliati non abbia alcun valore; i due amici si ritrovano a combattere l'uno contro l'altro. Suzaku fa carriera all'interno dell'Impero, viene anche scelto come Cavaliere personale dalla principessa Euphemia, con cui inizia una relazione. Lelouch riesce a istituire gli Stati Uniti del Giappone e guida i giapponesi contro Britannia, dando inizio alla Black Rebellion.
La seconda stagione (chiamata R2) è ambientata due anni dopo la soppressione della rivolta. A causa dell'Imperatore, Lelouch perde la memoria, dimenticando di essere un Principe e Zero, e diventando ergo nient'altro che un semplice studente dell'istituto Ashford. Nunnally è scomparsa, e nessuno ha memoria di lei. Il ricordo di Nunnally scompare dalla mente di tutti e il suo posto viene occupato da Rolo, che in realtà è un agente segreto dotato di Geass. Dopo alcune peripezie, Lelouch rivede C.C., che gli restituisce la memoria, e torna ad essere Zero. Suzaku, intanto, cambiato dopo la morte di Euphemia, è divenuto Knight of Seven, e giura di uccidere il ribelle. Lelouch ridiventa il Leader dei Cavalieri Neri, mentre Suzaku torna nell'Area 11 per neutralizzare Zero; sospettando che Lelouch abbia recuperato la memoria, usa Nunnally contro di lui. A causa dell'inganno dell'amico d'infanzia, Lelouch viene a sapere che sua sorella è diventata Governatore dell'Area 11; non potendo combattere contro la ragazzina, della quale Suzaku è il consigliere.
I Cavalieri Neri diventano l'esercito dell'Alleanza Delle Nazioni Unite, di cui fanno parte tutti gli stati che non sono stati sottomessi da Britannia. Avendo un esercito al suo comando, Lelouch, nei panni di Zero, compie imprese per liberare il Giappone dalla tirannia imperiale, combattendo anche contro il vecchio amico Suzaku.

## Produzione
Code Geass è nato come concept, sviluppato presso lo studio Sunrise da Ichirō Ōkouchi e Gorō Taniguchi. I due sceneggiatori proposero quindi il progetto al produttore Yoshitaka Kawaguchi, precedentemente conosciuto durante la realizzazione della serie anime Planetes. L'idea principale della storia consisteva allora in un eroe a capo di un'organizzazione segreta, che venne poi sviluppato nel conflitto tra due personaggi con valori profondamente diversi, ma appartenenti allo stesso reparto militare. Nel corso di queste fasi iniziali, Kawaguchi contattò il gruppo di mangaka al femminile CLAMP, in quello che risulterà essere il loro primo lavoro di realizzazione del character design di una serie anime. Entrando nelle prime fasi del progetto, le CLAMP furono in grado di offrire numerose idee per sviluppare le ambientazioni e i personaggi della serie.
Il loro desiderio era di creare una serie di successo, che potesse piacere a tutti. Il design definitivo dei personaggi proposto dalle CLAMP ed illustrato dalla capo-disegnatrice Mokona è stato successivamente convertito in animazione dal character designer della Sunrise Takahiro Kimura, che in precedenza aveva studiato a fondo lo stile delle quattro mangaka tramite i loro artbook e serie manga.
Nel corso della realizzazione dell'anime, l'emittente MBS aveva assegnato alla serie la fascia oraria di prima serata, il sabato sera, orario che successivamente venne spostato al martedì notte. A causa di questo cambio di programmazione, l'aspetto generale e alcuni elementi della serie vennero modificati per adattarsi ai gusti di un pubblico più maturo. L'abilità soprannaturale chiamata "Geass" venne introdotta nell'anime attorno a questo periodo e fu inizialmente concepita come un potere speciale elargito da un "angelo" ai protagonisti dell'opera, anche se poi questa parte venne cambiata.

## Media

### Serie televisiva anime
L'anime è stato prodotto dallo studio Sunrise, diretto da Gorō Taniguchi e scritto da Ichirō Ōkouchi. La prima stagione, di 25 episodi, è stata trasmessa dal 6 ottobre 2006 al 30 marzo 2007 fino all'episodio 23, alle ore 1:25 su MBS e alle ore 1:55 su TBS. Si è poi conclusa il 29 luglio 2007 con la trasmissione degli ultimi due episodi su MBS a partire dalle 2:25 (28 luglio alle 26:25), trasmessi dall'altra rete il 31 luglio alle 4:00 (30 luglio alle 28:00). La seconda stagione, Code Geass: Lelouch of the Rebellion R2 (コードギアス 反逆のルルーシュR2?, Kōdo Giasu - Hangyaku no Rurūshu Āru Tsū), di altri 25 episodi, è stata trasmessa dal 6 aprile al 28 settembre 2008 su entrambe le reti alle 17:00.

#### Edizione italiana
Il doppiaggio italiano è stato eseguito presso lo studio di doppiaggio C.D. Cine Dubbing sotto la direzione di Fabrizio Mazzotta. In Italia, contemporaneamente alla trasmissione su Rai 4, la serie è uscita in DVD a opera di Dynit. I DVD sono raggruppati in quattro box, due per la prima stagione e altri due per la seconda. Il primo box è uscito il 29 ottobre 2009, mentre il secondo il 27 gennaio 2010. All'interno dei DVD sono presenti vari extra tra cui dei mini episodi illustrati (chiamati picture drama) che si collocano all'interno o tra i vari episodi della serie, approfondendo alcuni aspetti dei personaggi. In seguito sono usciti due box contenenti uno la prima serie completa, l'altro la seconda.

#### Musiche
Le musiche sono state composte da Kōtarō Nakagawa e Hitomi Kuroishi, che aveva precedentemente collaborato con lo staff dell'anime nella realizzazione di Planetes e nell'opera di Taniguchi Gun X Sword. Oltre alla musica di sottofondo, Kuroishi ha composto anche alcune canzoni per la serie, tra cui Stories, Masquerade, Alone e Innocent Days, suonate personalmente, mentre Picaresque e Callin', sono state suonate dal compositore Mikio Sakai.
La colonna sonora della prima serie è stata pubblicata in due CD, prodotti da Yoshimoto Ishikawa ed intitolati rispettivamente Code Geass - Hangyaku no Lelouch O.S.T. (コードギアス 反逆のルルーシュ O.S.T.?, Kōdo Giasu - Hangyaku no Rurūshu O.S.T.) e Code Geass - Hangyaku no Lelouch O.S.T. 2 (コードギアス 反逆のルルーシュ O.S.T.2?, Kōdo Giasu - Hangyaku no Rurūshu O.S.T. ni), editi da Victor Entertainment rispettivamente il 20 dicembre 2006 ed il 24 marzo 2007. Le musiche della seconda serie sono state pubblicate da JVC Entertainment il 27 agosto 2008 in un CD intitolato Code Geass - Hangyaku no Lelouch R2 O.S.T. (コードギアス 反逆のルルーシュR2 O.S.T.?, Kōdo Giasu - Hangyaku no Rurūshu Āru Tsū O.S.T.).
Sigle di apertura
- COLORS (lett. "Colori") dei FLOW per gli episodi 1-12, usata anche come sigla finale per lo speciale di un'ora che univa gli episodi 24-25 alla loro prima trasmissione in Giappone
- Kaidoku funō (解読不能? lett. "Indecifrabile") dei Jinn per gli episodi 13-23
- Hitomi no tsubasa (瞳ノ翼? lett. "Le ali degli occhi") degli Access per gli episodi 24 e 25
- O2 (O2〜オー･ツー〜?, Ō Tsū) degli ORANGE RANGE per gli episodi 1-12 della seconda serie
- World End (lett. "Fine del mondo") dei FLOW per gli episodi 13-25 della seconda serie

Sigle di chiusura
- Yūkyō seishunka (勇侠青春謳? lett. "Canzone della giovinezza cavalleresca") delle ALI PROJECT per gli episodi 1-12
- Mosaic kakera (モザイクカケラ?, Mozaiku kakera, lett. "Frammenti di mosaico") dei SunSet Swish per gli episodi 13-25
- Shiawase neiro (シアワセネイロ? lett. "Il timbro della felicità" (nel senso di "timbro" del suono)) degli ORANGE RANGE per gli episodi 1-12 della seconda serie
- Waga rōtashi aku no hana (わが﨟たし悪の華? lett. "Il mio elegante fiore del male") delle ALI PROJECT per gli episodi 13-25 della seconda serie

### Manga
Dopo il successo dalla serie animata, vi sono stati vari manga. Di questi, cinque sono usciti anche in Italia: 
Code Geass: Lelouch of the Rebellion,
Code Geass: Suzaku of the Counterattack,
Code Geass: Nightmare of Nunnally,
Code Geass: Renya of Darkness.
Code Geass: Oz the Reflection.
Un'altra serie non è uscita in Italia: Bakumatsu ibun roku - Code Geass - Hangyaku no Lelouch.
Le trame dei manga raccontano storie alternative alla trama della serie TV.

### Light novel
Due serie di light novel, ispirate rispettivamente alla prima e alla seconda serie animata e con i loro stessi titoli, sono state scritte da Mamoru Iwasa e serializzate sulla rivista The Sneaker, pubblicata da Kadokawa Shoten. La prima è stata poi pubblicata in cinque volumi fra il 28 aprile 2007 ed il 1º marzo 2008. Il primo volume è contrassegnato con il numero 0 perché si tratta di un prologo, ambientato nel periodo in cui Lelouch, Suzaku e Nunnally erano ostaggi politici in Giappone e Lelouch fece amicizia con Suzaku. La seconda serie è stata pubblicata in quattro volumi tra il 1º giugno 2008 ed il 1º marzo 2009. Anche nelle light novel, come per gli episodi dell'anime, è usata la dicitura "stage" prima del numero per i volumi della prima serie e la dicitura "turn" per quelli della seconda serie.
Una light novel incentrata su Kallen, intitolata Code Geass - Hangyaku no Lelouch - Shu no kiseki (コードギアス 反逆のルルーシュ 朱の軌跡?, Kōdo Giasu - Hangyaku no Rurūshu - Shu no kiseki, lett. "Code Geass: Lelouch of the Rebellion - Tracce rosse"), è stata pubblicata il 1º aprile 2008.

### OAV
- Code Geass - Hangyaku no Lelouch - Special Edition "Black Rebellion" (コードギアス 反逆のルルーシュ SPECIAL EDITION "BLACK REBELLION"?, Kōdo Giasu - Hangyaku no Rurūshu - Special Edition "Black Rebellion") e Code Geass - Hangyaku no Lelouch R2 - Special Edition "Zero Requiem" (コードギアス 反逆のルルーシュ SPECIAL EDITION "ZERO REQUIEM"?, Kōdo Giasu - Hangyaku no Rurūshu Āru Tsū- Special Edition "Zero Requiem") sono due DVD pubblicati il 22 settembre 2011 che fungono da "remix" rispettivamente della prima e della seconda serie originale mostrando la storia dal punto di vista di Lelouch e durano 120 minuti l'uno[21].
- Code Geass - Hangyaku no Lelouch - Nunnally in Wonderland (コードギアス 反逆のルルーシュ ナナリーinワンダーランド?, Kōdo Giasu - Hangyaku no Rurūshu - Nanarī in Wandārando) è Un OAV uscito il 27 luglio 2012. Nell'OAV Nunnally chiede a Lelouch di raccontarle una storia e, grazie al potere del Geass, i due vengono trasportati in un mondo alternativo in cui i personaggi della serie interpretano quelli di Alice nel Paese delle Meraviglie[22].
- Code Geass: Akito the Exiled (コードギアス 亡国のアキト?, Kōdo Giasu - Bōkoku no Akito, lett. "Code Geass - Akito della nazione in rovina") è un OAV in cinque episodi proiettati anche nei cinema. Il primo episodio è uscito il 4 agosto 2012[23] e l'ultimo è uscito il 15 dicembre 2016[24]. L'OAV ha la stessa ambientazione della serie, ma personaggi generalmente nuovi: alcuni ragazzi originari dell'Area 11 (il Giappone) inviati a combattere in Europa[25]. In Italia Code Geass: Akito the Exiled è pubblicato da Dynit dal 14 marzo 2013[26][27]. Tra i protagonisti originali, solo Lelouch, Suzaku e C.C.

### Film
Nel gennaio 2012 (contemporaneamente all'uscita di Nunnally in Wonderland) è stata annunciata la produzione di un film ispirato alla serie televisiva originaria.
Il 27 novembre 2016, in occasione del decimo anniversario della serie, la Sunrise ha dichiarato che saranno prodotti tre film riassuntivi di Code Geass: Lelouch of the Rebellion e Code Geass: Lelouch of the Rebellion R2. Il primo, intitolato Code Geass: Lelouch of the Rebellion - The Awakening Path, esce nelle sale cinematografiche giapponesi il 21 ottobre 2017; il secondo, Code Geass: Lelouch of the Rebellion - Rebellion Path, il 10 febbraio 2018; il terzo, Code Geass: Lelouch of the Rebellion - The Imperial Path, il 26 maggio 2018. Il 9 febbraio 2019 debutta un nuovo lungometraggio, Code Geass: Lelouch of the Re;surrection, ambientato alcuni anni dopo lo Zero Requiem.

### Videogiochi
Un videogioco per Nintendo DS intitolato Code Geass - Hangyaku no Lelouch è stato pubblicato il 25 ottobre 2007. Un altro, intitolato Code Geass - Hangyaku no Lelouch R2 - Ban-jō no Geass gekijō (コードギアス 反逆のルルーシュR2 盤上のギアス劇場?, Kōdo Giasu - Hangyaku no Rurūshu Āru Tsū - Ban-jō no Giasu gekijō, lett. "Code Geass: Lelouch of the Rebellion R2 - Il teatro del Geass su scacchiera") è stato pubblicato il 7 agosto 2008. Un videogioco per PlayStation 2 e PSP intitolato Code Geass - Hangyaku no Lelouch - Lost Colors (コードギアス 反逆のルルーシュ LOST COLORS?, Kōdo Giasu - Hangyaku no Rurūshu - Lost Colors) è stato pubblicato il 27 marzo 2008. È una visual novel con un nuovo protagonista chiamato Rai (ライ?) che soffre di amnesia. Ha un Geass simile a quello di Lelouch, ma attivato dalla voce. Tutti e tre i videogiochi sono stati prodotti da Namco Bandai.
I mecha di Code Geass: Lelouch of the Rebellion R2 sono comparsi nel videogioco per PlayStation 3 Another Century's Episode R: in particolare si può giocare con entrambe le versioni del Lancelot di Suzaku, lo Shinkirō di Zero, entrambe le versioni del Guren di Kallen e l'Akatsuki di C.C. Nel videogioco per PSP Another Century's Episode Portable compaiono il Lancelot Albion di Suzaku e lo Shinkirō di Zero. I costumi dei personaggi di Zero, Suzaku, C.C. e Kallen appaiono nel videogioco Tales of Graces F, in cui si possono far indossare ai personaggi del gioco.

### Audiodrammi

#### Drama CD
Due serie di sei drama CD ciascuna, intitolate rispettivamente come la prima e la seconda serie animata, sono state scritte dagli autori dell'anime e pubblicate da Victor Entertainment. Ogni CD ha la dicitura Sound Episode prima del numero. Le storie sono ambientate tra gli episodi dell'anime. Contengono anche sigle cantate dai doppiatori. Il primo è stato pubblicato il 25 aprile 2007 e da allora gli altri sono stati pubblicati mensilmente. Sono anche stati pubblicati in streaming per un tempo limitato sul sito del provider giapponese BIGLOBE.

#### Trasmissioni radiofoniche
Da Code Geass: Lelouch of the Rebellion sono state tratte anche tre serie di trasmissioni radiofoniche. La prima, Code Geass - Hangyaku nikki (コードギアス 反逆日記?, Kōdo Giasu - Hangyaku nikki, lett. "Code Geass - Il diario della ribellione"), conta 116 puntate ed è stata trasmessa dal 6 ottobre 2006 al 26 dicembre 2008 via internet, su BEAT☆Net Radio!. La seconda, Code Geass - Hangyaku no yamayama (コードギアス 反逆の山々?, Kōdo Giasu - Hangyaku no yamayama, lett. "Code Geass - Le montagne della ribellione", dove "montagne", in giapponese yama (山?), si riferisce ai due attori, il cui cognome finisce con lo stesso ideogramma, yama), composta da 16 puntate, è stata trasmessa dal 12 dicembre 2006 al 27 marzo 2007 via internet da m-serve. Gli attori sono Jun Fukuyama (doppiatore di Lelouch) e Noriaki Sugiyama (doppiatore di Rivalz). Altre 26 puntate con gli stessi attori sono state trasmesse dal 5 aprile al 27 settembre 2007 con il titolo di Code Geass - Hangyaku no yamayama DX (コードギアス 反逆の山々 DX?, Kōdo Giasu - Hangyaku no yamayama Derakkusu, lett. "Code Geass - Le montagne della ribellione deluxe"), questa volta anche via radio su Radio Kansai e, due giorni dopo, su Nippon Cultural Broadcasting; ancora, altri due giorni dopo via internet su BIGLOBE Streaming, radio del provider giapponese BIGLOBE. L'ultima serie è intitolata Code Geass: LeluKuru Station (コードギアス るるくるステーション?, Kōdo Giasu: RuruKuru Sutēshōn) e comprende 26 puntate, trasmesse dal 5 aprile al 27 settembre 2008 su MBS Radio e Nippon Cultural Broadcasting, e due giorni dopo via internet su BIGLOBE Streaming, durante la trasmissione della seconda serie animata. Gli attori sono Jun Fukuyama (doppiatore di Lelouch, dal cui nome deriva la prima parte della stessa parola del titolo) e Takahiro Sakurai (doppiatore di Suzaku Kururugi, dal cui cognome deriva la seconda parte della medesima parola).

### Spettacoli teatrali
Uno spettacolo teatrale intitolato Code Geass - Hangyaku no Lelouch - Sōran eve matsuri (コードギアス 反逆のルルーシュ 騒乱前夜（イブ）祭?, Kōdo Giasu - Hangyaku no Rurūshu - Sōran ibu matsuri, lett. "Code Geass: Lelouch of the Rebellion - Il festival della vigilia della rivolta") è stato rappresentato tredici volte al Katsuhika Symphony Hills di Tokyo fra il 7 e il 16 aprile 2012. Eichi Tanno ha interpretato Lelouch Lamperouge e Hidemasa Shiozawa ha interpretato Suzaku Kururugi.
Un musical intitolato Code Geass - Hangyaku no Lelouch - Majin ni sasageru pureryūdo (コードギアス 反逆のルルーシュ -魔人に捧げるプレリュード-?, Kōdo Giasu - Hangyaku no Rurūshu - Majin ni sasageru pureryūdo, lett. "Code Geass: Lelouch of the Rebellion - Un preludio dedicato allo stregone") è stato rappresentato al teatro Tennōzu Ginga Gekijō di Tokyo dal 28 giugno all'8 luglio 2012. Nel musical anche le parti femminili sono svolte da attori maschi. Il regista e sceneggiatore del musical è Kōichi Ogita. La storia è ambientata nel periodo tra la prima e la seconda stagione dell'anime, anche se la fine del musical sembra andare oltre l'inizio della seconda stagione.

### Artbook
I primi due artbook, pubblicati il 23 marzo 2007, sono Code Geass - Hangyaku no Lelouch - Graphics Zero (コードギアス 反逆のルルーシュ GRAPHICS ZERO?, Kōdo Giasu - Hangyaku no Rurūshu Graphics Zero) e Code Geass - Hangyaku no Lelouch - Graphics Ashford (コードギアス 反逆のルルーシュ GRAPHICS ASHFORD?, Kōdo Giasu - Hangyaku no Rurūshu - Graphics Ashford). Successivamente sono stati pubblicati Code Geass - Hangyaku no Lelouch - Illustration Rebels (コードギアス 反逆のルルーシュ illustration Rebels?, Kōdo Giasu - Hangyaku no Rurūshu - Illustration Rebels), il 4 aprile 2008, e un artbook delle CLAMP dal titolo MUTUALITY:CLAMP works in CODE GEASS, il 5 dicembre 2008.

## Accoglienza
La serie è diventata in breve tempo un vero e proprio cult in Giappone, riscuotendo poi un notevole successo anche in Occidente, in particolar modo negli Stati Uniti d'America. In patria la serie ha vinto per tre anni consecutivi, dal 2006 al 2008, l'Anime Grand Prix per la miglior serie animata; entrambe le stagioni sono state premiate anche dalla Broadcast Film Critics Association, sia per via della loro popolarità che per i conflitti messi in evidenza attraverso i personaggi e le discussioni morali della saga. Altri riconoscimenti sono rappresentati dai successi alla Tokyo International Anime Fair, agli Animation Kobe e all'Anime Grand Prix: per esempio già agli esordi della serie, riportando il caso dei personaggi principali, Lelouch Vi Britannia ha ottenuto il premio per il miglior personaggio maschile e Suzaku Kururugi è arrivato secondo; il premio per il miglior personaggio femminile è andato a C.C., e, nella stessa categoria, Kallen ha avuto il quarto posto; il premio per la miglior canzone è stato vinto da Colors dei Flow!, la prima sigla di apertura dell'anime; l'ultimo episodio della prima serie e quello della seconda hanno ottenuto invece il premio per il miglior episodio.
In un sondaggio condotto nel 2018 dal sito web Goo Ranking, gli utenti giapponesi hanno votato i loro anime preferiti usciti nel 2008 e Code Geass: Lelouch of the Rebellion R2 è arrivato al sesto posto con 242 voti. Nel 2021, lo stesso portale ha chiesto ai propri utenti di votare il "kami anime", cioè il miglior anime di tutti i tempi e Code Geass: Lelouch of the Rebellion si è posizionato al primo posto.